# 箱根登山巴士
箱根登山巴士株式会社（日语：箱根登山バス株式会社）是小田急集團旗下的小田急箱根控股所屬的公路運輸業者，主要經營神奈川縣小田原及箱根週邊地區交通運輸，總部設於神奈川県小田原市。
箱根登山巴士的前身為1913年3月1日開業的小田原電氣鐵道包車業務（貸自動車），以及1914年8月15日創業的富士屋自働車的包車業務，兩者於1932年合併為富士箱根自動車，二戰時隨著1921年設立的足柄自動車與箱根登山鐵道整合，成為同社的汽車部門。2002年10月，小田急集團進行業務重組，箱根登山鐵道的汽車業務分拆成立箱根登山巴士。

## 事業内容
路線巴士
路線巴士主要以小田原市和箱根町為中心，營業地區遍及足柄地域（南足柄市、開成町、松田町）與真鶴町和湯河原町，部份路線會駛入静岡縣御殿場市。
包租巴士
箱根登山巴士保有小田原養護学校5輛校車，1輛企業接送用車，和一般大型包租巴士1輛 。
特定巴士
除一般的巴士業務外，箱根登山巴士也受託負責營運箱根町立箱根之森小学3輛校車，以及富士菲林的接駁巴士。
箱根行李托運服務（箱根キャリーサービス）
提供往返箱根湯本站及合作住宿業者的行李運送服務，於2005年3月開始營業。

## 外部連結
- 箱根登山巴士 （页面存档备份，存于） 官方網站 （日語）（中文）（英文）